# بيتر روبنسون (لاعب كريكت)
بيتر روبنسون (9 فبراير 1943 في المملكة المتحدة - ) (بالإنجليزية: Peter Robinson)‏ هو لاعب كريكت بريطاني. لعب مع نادي مقاطعة ورسسترشاير للكريكيت ‏ ونادي مقاطعة سومرست للكريكت ‏.

## وصلات خارجية
- بيتر روبنسون على موقع إي آس بي آن كريك إنفو (الإنجليزية)